# Benton (Louisiana)
Benton è un comune degli Stati Uniti d'America, situato nello Stato della Louisiana, in particolare nella parrocchia di Bossier, della quale è il capoluogo.